# قناة دونكان
قناة دونكان (بالإنجليزية: Duncan Canal)‏ هي مجرى مائي يخترق جزيرة كوبريانوف فيفصلها عن شبه جزيرة ليندنبرغ في الجانب الشرقي من الجزيرة. في ألاسكا في الولايات المتحدة.
وهي جزء من جزيرة كوبريانوف الواقعة في أرخبيل ألكسندر في جنوب شرق ألاسكا. رسمها لأول مرة جيمس جونستون أحد ضباط جورج فانكوفر خلال البعثة الاستكشافية أعوام 1791 – 1795.
وسميت باسم المبشر المسيحي الإنجليزي وليام دونكان.